# Eugen Windmüller
Eugen Friedrich Windmüller (* 29. Dezember 1842 in Marienwerder; † 13. September 1927 in Düsseldorf) war deutscher Genre- und Landschaftsmaler. Er gehört zur Düsseldorfer Malerschule.

## Leben
Windmüller wurde in Marienwerder in Westpreußen geboren, einer Kleinstadt am Fluss Liebe und fünf Kilometer von der Weichsel gelegen. Die Stadt war durch eine Eisenbahnlinie mit der bekannten Stadt Thorn verbunden. Er besuchte das Gymnasium Marienwerder und war dann Schüler der Kunst- und Gewerkeschule in Danzig unter Johann Karl Schultz, wo man ihm 1862 im Fach „freies Handzeichnen“ eine außerordentliche Anerkennung aussprach.
Ab 1862 besuchte er die Kunstakademie Berlin. Von 1863 bis 1869 studierte er an der  Kunstakademie Düsseldorf. Dort waren Karl Müller (2. Klasse, Antikensaal, 1863/1864; geometrisches Zeichnen und Perspektive, 1865; 2. Malklasse, 1866), Andreas Müller (Kunstgeschichte, 1864/1865/1868), Karl Ferdinand Sohn (2. Klasse, Malschule, 1864/1865), Julius Roeting (Malklassen, 1867/1868) und Ernst Giese (Bauklasse, 1868) seine Lehrer.
Nach dem Studium wurde er im Oktober 1869 als Zeichenlehrer an das Gymnasium in Thorn, Provinz Preußen, berufen. Nach einer Weile wechselte er als Zeichenlehrer an die höheren Unterrichtsanstalten in Görlitz. Dort erhielt er 1875/1876 die Ernennung zum Gewerbeschullehrer.
Auf der Centennial Exhibition of Melbourne 1888 war Windmüller mit einer Stillleben-Studie vertreten.

## Werke
- 1864: Studienkopf, „fecit Wippel 1864“, Öl auf Malpappe, 31,0 × 27,0 cm.
- 1866: Porträt eines jungen Mädchens mit dunklem Haar, Öl auf Malpappe, 25,5 × 25,5 cm.
- 1907: Ansicht von Köln am Rhein, Öl auf Holz, 18,0 × 27,0 cm.
- vor 1910: Landschaft, Öl, Kunstmuseum Görlitz (ehem. Kaiser-Friedrich-Museum Görlitz)
- 1910: Der heilige Johannes, Sommerfrische-Idyll im Wald mit einem Baldachin-geschützten Bildstock mit der Statue des Hl. Johannes Nepomuk und Sommerfrischlern bei der Einkehr, Öl auf Leinwand, 25,5 × 34,0 cm (alt gerahmt 42,0 × 53,0 cm), Privatbesitz, Köln
- 1914: Kircheninneres mit Marienfigur und einem in Dokumenten lesenden Geistlichen, Öl auf Holz
- Der Venusteich im Garten des Künstlervereins Malkasten in Düsseldorf
- Romantischer Klostergarten mit Franziskus-Säule, Öl auf Leinwand, 35,5 × 25,5 cm
- Dorf am Fluss, Öl auf Malpappe, 41,0 × 58,0 cm (mit Rahmen)
- Weingut in Klausen, Öl auf Holz, 51,0 cm × 62,0 cm (mit Rahmen)